# Leptopontia curvicauda
Leptopontia curvicauda is een eenoogkreeftjessoort uit de familie van de Leptopontiidae. De wetenschappelijke naam van de soort is voor het eerst geldig gepubliceerd in 1902 door Scott T..